# Gloria (Händel)

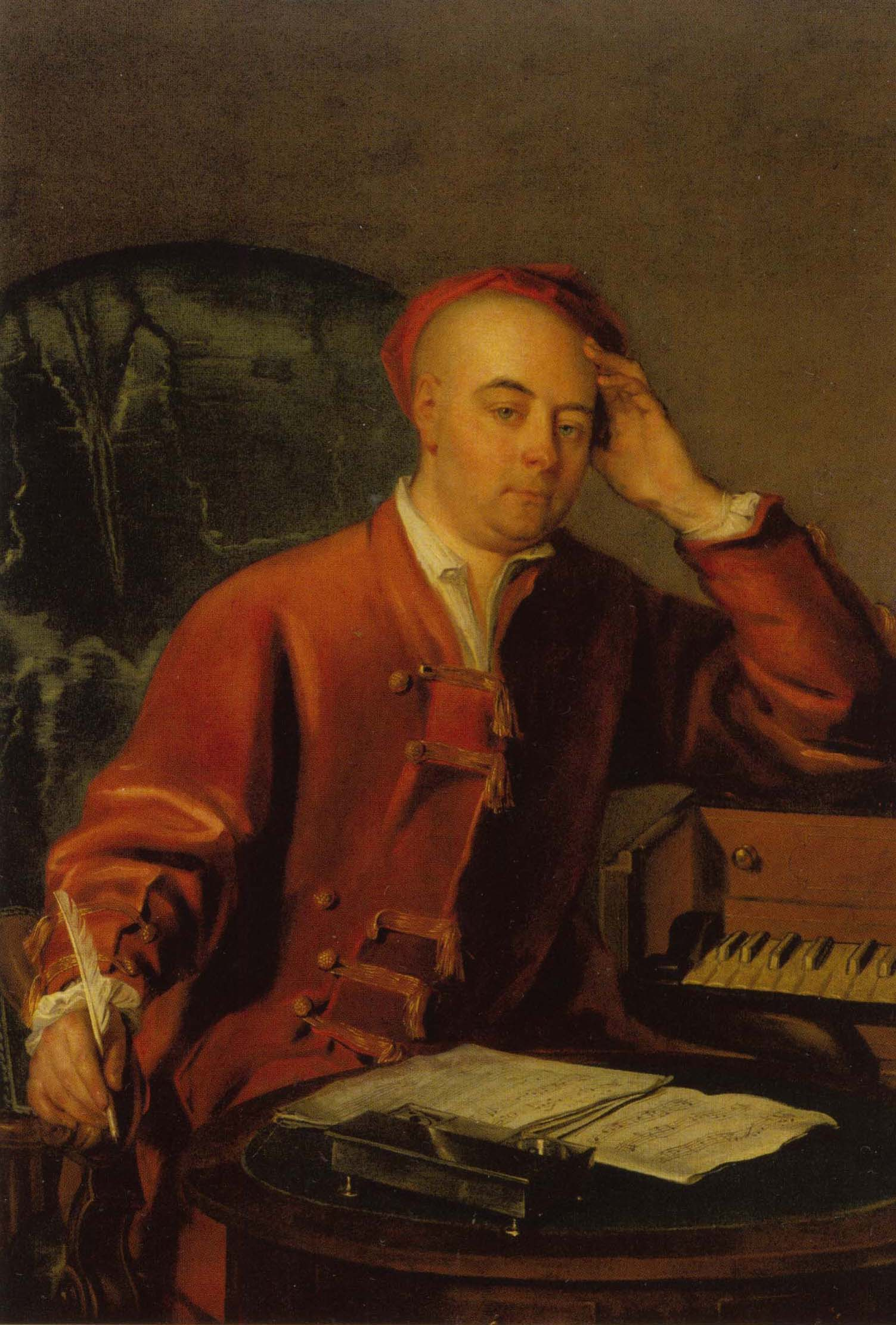
Retrat de Georg Friedrich Händel (ver els 1730).

Aquest Gloria és una cantata composta per Georg Friedrich Händel. És una adaptació del Glòria, una part de la litúrgia de la Missa. Està escrit per a soprano solista i corda. Händel podria haver-la compost a Alemanya abans de marxar cap a Itàlia cap el 1706. La composició s'havia perdut i ha estat atribuïda a Händel l'any 2001.

## Context històric
Glòria (HWV deest, és a dir, no catalogat), és una obra que faltava del catàleg temàtic de Händel, i que va ser descoberta a prop de la llibreria de la Royal Academy of Music el 2001.
Aquest Glòria és una peça desafinat per a soprano, dos violins i baix continu. Händel podria haver-la compost en l'època que encara vivia a Alemanya poc abans de marxar cap a Itàlia el 1706; a Itàlia arribaria el 1707. Händel ha dividit el text litúrgic en vuit moviments. Posteriorment, va fer servir algunes parts per altres composicions seves, com el Laudate pueri Dominum i Utrecht Jubilate.
El manuscrit no estava entre els documents de Händel. Fa uns anys, durant una catalogació d'àries händelianes que originàriament pertanyien a un cantant del segle xviii, William Savage (1720-1789), i que posteriorment s'haurien donat a l'Acadèmia per un alumne seu, Robert J. Stevens, mort en el 1837. L'obra ha estat identificada de Hans Joachim Marx, professor de la Universitat d'Hamburg.
Una nota en el Sunday Telegraph de l'11 de març de 2001 va anunciar "L'obra perduda de Händel podria rivalitzar amb el Messiah / Una obra coral desconeguda de Händel que alguns musicòlegs creuen que en el futur es considerarà tan important com el Messies, fou descoberta a la biblioteca de la Royal Academy of Music", però, com sol passar, era un títol sensacionalista, mentre que més endavant de l'article es descrivia correctament l'obra. "Potser no hi ha moltes sopranos que poden interpretar bé aquesta peça", va ser el comentari de Marx, el descobridor del manuscrit. Curtis Price, el director de l'Acadèmia, ha afirmat: "La música és fresca, exuberant i una mica salvatge en alguns punts, però inconfusiblement és de Händel." A més, es va considerar que la peça va ser escrita a Itàlia el 1707. La soprano, Emma Kirkby, que en va fer el primer enregistrament el maig de 2001, ha dit que "l'obra té individualitat i encant, bons moments magistrals i, sobretot, alguns moments de profunditat, bellesa i emoció ".
La primera execució pública fou el 18 de maig de 2001, interpretada de la soprano Patrizia Kwella amb el conjunt Fiori Musicali i Penelope Rapson com a directora artística, al Hinchingbrooke Performing Arts Centre a Huntingdon. Un segon concert se celebrà a l'Internationale Händel-Festspiele Göttingen el 3 de juny de 2001 amb Dominique Labelle i la Philharmonia Baroque Orchestra i Nicholas McGegan. Katia Plaschka també la cantà el 2003 a Idstein a la Unionskirche, juntament amb l' Utrecht Te Deum and Jubilate de Händel.

## Estructura
Händel va dividir l'obra en vuit moviments.
1. Gloria in excelsis Deo
2. Et in terra pax
3. Laudamus te
4. Gratias agimus tibi
5. Domine Deus, Rex coelestis
6. Qui tollis peccata mundi
7. Quoniam tu solus sanctus
8. Cum Sancto Spiritu